# Runo Ewe-Ericson
Runo Malte Alexander Ewe-Ericson, född 5 december 1892, död 19 januari 1987, var en svensk flygpionjär och senare rektor.
Ewe-Ericson genomförde sin flygutbildning vid Thulins flygskola på en Typ A 1916 och tilldelades aviatördiplom nr 88 från KSAK 5 maj 1917. Han anställdes som rektor vid Göteborgs tekniska institut 1939 och var verksam i denna tjänst under 22 år fram till 1962.